# دستجرد (همدان)
دستجرد یا دستگرد یکی از روستاهای شهر لالجین توابع شهرستان بهار هست دستجرد که مردم محلی به آن دَسه‌گِرد می‌گویند از پیشینه تاریخی نسبتاً زیادی برخودار است احتمال اینکه این قریه یا نواحی پیرامونی آن به دوران پیش از اسلام مورخ باشد، بسیار زیاد است.

## موقعیت روستا
این روستا در ۵ کیلومتری شهر لالجین واقع شده است. روستای دستجرد طبق سرشماری سال ۱۳۹۵ بیش از ۶۵۰ خانوار و ۲۵۰۰ نفر جمعیت داردکه به زبان ترکی تکلم می‌کنند. شغل عمده مردم این روستا کشاورزی، دامداری، خیاطی و کامیون داری است. کارگاه‌های خیاطی نیمه صنعتی بسیاری در این روستا فعالیت داشته و زمینه اشتغال بسیاری از جوانان را فراهم آورده است. شایان ذکر است که خاک مورد نیاز سفالینه‌های لالجین از این روستا تأمین می‌گردد.
این روستا قدمت بسیاری داشته و مدفن امامزادگان ابراهیم و عقیل (علیهما السلام) است. سالانه در مناسبت‌های مذهبی، زوار زیادی از مناطق اطراف مدفن متبرک این امامزادگان را زیارت می‌کنند. بنای این امامزاده در حال مرمت است.
این روستا چهار مسجد و یک کتابخانه عمومی داشته و داری برق، آب لوله‌کشی، گاز و تلفن می‌باشد. به دلیل رونق اقتصادی و ساخت و ساز منازل مسکونی جدید، روستای دستجرد از نظر وسعت و جمعیت در حال توسعه می‌باشد.
تعداد زیادی از اهالی این روستا از گذشته‌های دور و نزدیک به شهرهای همدان، تهران، کرج و قم مهاجرت کرده‌اند و هم‌اکنون در این شهرها از موقعیت‌های اجتماعی خوبی برخوردار هستند. این روستا در دوران جنگ تحمیلی شهدای زیادی را تقدیم انقلاب کرده است. شهید حسین شاه حسینی فرمانده سپاه همدان از جمله این شهیدان است که در تاریخ هفدهم اردیبهشت ماه ۱۳۵۹ در جبهه حق علیه باطل به شهادت رسید.

## نگارخانه

تاکستان دستجرد
گندم دیم دستجرد